# Amantle Montsho
Amantle Montsho (ur. 4 lipca 1983 w Mabudutsie) – botswańska lekkoatletka, sprinterka specjalizująca się w biegu na 400 metrów.
Zwyciężczyni łącznej punktacji Diamentowej Ligi 2012 i 2013 w biegu na 400 metrów.
Podczas Igrzysk Wspólnoty Narodów 2014 wykryto w jej organizmie niedozwoloną metyloheksanaminę, przez co została ukarana dwuletnią dyskwalifikacją (do 28 sierpnia 2016).

## Osiągnięcia sportowe

### Igrzyska olimpijskie
| Miejsce | Dzień       | Rok  | Miejscowość | Konkurencja   | Czas biegu | Strata   | Zwycięzca           |
| ------- | ----------- | ---- | ----------- | ------------- | ---------- | -------- | ------------------- |
| 6.      | 19 sierpnia | 2008 | Pekin       | bieg na 400 m | 51,18 s    | + 1,56 s | Christine Ohuruogu  |
| 4.      | 5 sierpnia  | 2012 | Londyn      | bieg na 400 m | 49,75 s    | + 0,20 s | Sanya Richards-Ross |

### Mistrzostwa świata
| Miejsce | Dzień       | Rok  | Miejscowość | Konkurencja        | Czas biegu  | Strata   | Zwycięzca           |
| ------- | ----------- | ---- | ----------- | ------------------ | ----------- | -------- | ------------------- |
| 8.      | 18 sierpnia | 2009 | Berlin      | bieg na 400 m      | 50,65 s     | + 1,65 s | Sanya Richards-Ross |
| 1.      | 29 sierpnia | 2011 | Daegu       | bieg na 400 m      | 49,56 s     | –        | –                   |
| 2.      | 12 sierpnia | 2013 | Moskwa      | bieg na 400 m      | 49,41 s     | + 0,00 s | Christine Ohuruogu  |
| 15.     | 16 sierpnia | 2013 | Moskwa      | sztafeta 4 × 400 m | 3:38,96 min | -        | Stany Zjednoczone   |
| 11.     | 7 sierpnia  | 2017 | Londyn      | bieg na 400 m      | 51,28 s     | –        | Phyllis Francis     |
| 7.      | 13 sierpnia | 2017 | Londyn      | sztafeta 4 × 400 m | 3:28,00 s   | +8,98 s  | Stany Zjednoczone   |

### Mistrzostwa Afryki
| Miejsce | Dzień       | Rok  | Miejscowość | Konkurencja        | Czas biegu  | Strata   | Zwycięzca        |
| ------- | ----------- | ---- | ----------- | ------------------ | ----------- | -------- | ---------------- |
| 2.      | 11 sierpnia | 2006 | Bambous     | bieg na 400 m      | 52,68 s     | + 0,46 s | Amy Mbacké Thiam |
| 1.      | 2 maja      | 2008 | Addis Abeba | bieg na 400 m      | 49,83 s     | –        | –                |
| 1.      | 29 lipca    | 2010 | Nairobi     | bieg na 400 m      | 50,03 s     | –        | –                |
| 4.      | 1 sierpnia  | 2010 | Nairobi     | sztafeta 4 × 400 m | 3:37,14 min | + 7,88 s | Nigeria          |
| 1.      | 29 czerwca  | 2012 | Porto-Novo  | bieg na 400 m      | 49,54 s     | –        | –                |
| 2.      | 1 lipca     | 2012 | Porto-Novo  | sztafeta 4 × 400 m | 3:31,27 min | + 2,50 s | Nigeria          |

### Igrzyska Wspólnoty Narodów
| Miejsce | Dzień           | Rok  | Miejscowość | Konkurencja        | Czas biegu  | Strata    | Zwycięzca |
| ------- | --------------- | ---- | ----------- | ------------------ | ----------- | --------- | --------- |
| 1.      | 8 października  | 2010 | Nowe Delhi  | bieg na 400 m      | 50,10 s     | –         | –         |
| 6.      | 12 października | 2010 | Nowe Delhi  | sztafeta 4 × 400 m | 3:38,44 min | + 10,67 s | Indie     |
| 1.      | 11 kwietnia     | 2018 | Gold Coast  | bieg na 400 m      | 50,15 s     | –         | –         |
| 3.      | 14 kwietnia     | 2018 | Gold Coast  | sztafeta 4 × 400 m | 3:26,86 min | + 2,86 s  | Jamajka   |

### Igrzyska afrykańskie
| Miejsce | Dzień       | Rok  | Miejscowość | Konkurencja        | Czas biegu  | Strata   | Zwycięzca         |
| ------- | ----------- | ---- | ----------- | ------------------ | ----------- | -------- | ----------------- |
| 1.      | 20 lipca    | 2007 | Algier      | bieg na 400 m      | 51,13 s     | –        | –                 |
| 5.      | 22 lipca    | 2007 | Algier      | bieg na 200 m      | 23,71 s     | + 0,50 s | Oludamola Osayomi |
| 1.      | 13 września | 2011 | Maputo      | bieg na 400 m      | 50,87 s     | –        | –                 |
| 4.      | 15 września | 2011 | Maputo      | sztafeta 4 × 400 m | 3:38,54 min | + 7,33 s | Nigeria           |
| 2.      | 30 sierpnia | 2019 | Rabat       | sztafeta 4 × 400 m | 3:31,96 min | + 1,64 s | Nigeria           |

## Rekordy życiowe
- bieg na 200 metrów – 22,89 (2012) rekord Botswany / 22,88w (2012)
- bieg na 400 metrów – 49,33 (2013) rekord Botswany
- bieg na 300 metrów (hala) – 36,33 (2010) halowy rekord Afryki[5]
- bieg na 400 metrów (hala) – 52,34 (2010) rekord Botswany

Monstho, razem z koleżankami z reprezentacji, jest także rekordzistką kraju w sztafecie 4 × 400 metrów (3:26,90 w 2017).